# Guerra Civil Lituana (1381–1384)
A Guerra Civil Lituana de 1381–1384 foi a primeira luta pelo poder entre os primos Jogaila (Ladislau II Jagelão), Grão-Duque da Lituânia e mais tarde Rei da Polônia, e Vytautas, o Grande. Tudo começou depois que Jogaila assinou o Tratado de Dovydiškės com os Cavaleiros Teutônicos, que visava seu tio Kęstutis, pai de Vytautas. Kęstutis tomou brevemente o poder no Grão-Ducado, mas foi traído pelos adeptos de Jogaila, principalmente de Vilnius. Durante as negociações para uma trégua, Kęstutis e Vytautas foram presos e transportados para o Castelo de Kreva. Kęstutis morreu lá uma semana depois, mas Vytautas conseguiu escapar e então buscou uma aliança com os Cavaleiros Teutônicos. Posteriormente, suas forças conjuntas invadiram terras lituanas. Por fim, os primos se reconciliaram, pois Jogaila precisava de estabilidade interna em antecipação às negociações com o Grão-Principado de Moscou e o Reino da Polônia sobre a possível cristianização da Lituânia. A guerra não resolveu a luta pelo poder; ela continuou durante a próxima Guerra Civil Lituana (1389–1392), que foi resolvida com a assinatura do Acordo de Ostrów. Depois de mais de dez anos de luta, Vytautas finalmente se tornou o Grão-Duque da Lituânia e governou o país por trinta e oito anos.

## Antecedentes
Os irmãos Algirdas e Kęstutis co-governaram pacificamente o Grão-Ducado da Lituânia.  Algirdas, que era o Grão-Duque, passou a maior parte do tempo lidando com as províncias orientais do Grão-Ducado, habitadas por rutenos de fé ortodoxa. Kęstutis, em nome de Algirdas, cuidou da maioria dos assuntos da parte ocidental, incluindo a defesa contra os Cavaleiros Teutônicos.  Algirdas morreu em 1377 e deixou o trono para Jogaila, seu filho mais velho do segundo casamento com Uliana de Tver. Kęstutis e Vytautas continuaram a colaborar com Jogaila mesmo quando seu direito de herança foi contestado por Andrei de Polotsk, filho mais velho de Algirdas de seu primeiro casamento com Maria de Vitebsk. 
Os Cavaleiros Teutônicos continuaram sua cruzada contra a Lituânia pagã. Uma grande campanha foi organizada no inverno de 1378, durante a qual os teutões chegaram a Brest e até o rio Pripiate.  A Ordem da Livônia invadiu Upytė e outra campanha ameaçou a capital em Vilnius.  No verão de 1379, o irmão de Jogaila, Skirgaila, foi enviado aos Cavaleiros para discutir a situação, possíveis formas de conversão ao cristianismo e o fim do apoio da Ordem da Livônia a Andrei.  Os detalhes da viagem, no entanto, permanecem desconhecidos; rumores diziam que ele também visitou o Sacro Imperador Romano-Germânico.  Embora o propósito ou o resultado da viagem não sejam claros, ela foi frequentemente citada como a primeira intriga pelas costas de Kęstutis.  Enquanto isso, Kęstutis se ofereceu para negociar uma trégua com os Cavaleiros e uma troca de prisioneiros. Em 29 de setembro de 1379, uma trégua de dez anos foi assinada em Trakai. Foi o último tratado que Kęstutis e Jogaila assinaram em conjunto.  Seguiram-se negociações secretas de três dias entre Jogaila e os Cavaleiros em Vilnius.  No entanto, a trégua protegia apenas as terras cristãs no sul, enquanto os reinos pagãos de Kęstutis no norte e oeste da Lituânia ainda eram vulneráveis aos ataques teutônicos. 
Em fevereiro de 1380, Jogaila, sem Kęstutis, fez uma trégua de cinco meses com a Ordem da Livônia para proteger seus domínios lituanos e cessar o apoio da Livônia a Andrei de Polotsk.  Em 31 de maio de 1380, Jogaila e o Grão-Mestre Winrich von Kniprode assinaram o Tratado secreto de Dovydiškės. As cláusulas do tratado eram, no geral, complicadas e não totalmente claras.  Com base nos termos do acordo, Jogaila concordou em não intervir durante os ataques dos Cavaleiros Teutônicos contra Kęstutis ou seus filhos. Contudo, se fosse necessário prestar ajuda a Kęstutis para evitar quaisquer suspeitas, não seria uma violação do tratado.  O tratado continua controverso, pois os motivos por trás dele não são totalmente claros. Alguns historiadores culpam Uliana, mãe de Jogaila, ou seu conselheiro Vaidila,  outros apontam diferenças geracionais: Kęstutis tinha cerca de 80 anos e estava determinado a não aceitar o cristianismo, enquanto Jogaila tinha cerca de 30 anos e estava procurando maneiras de converter e modernizar o país.  Outros ainda sugeriram que o tratado foi dirigido principalmente contra Andrei e seus aliados – seu irmão Dmitri de Bryansk e o Grão-Duque de Moscou Dmitri Donskoi.  Jogaila, tendo garantido sua frente ocidental, aliou-se à Horda Dourada contra o Grão-Principado de Moscou para a próxima Batalha de Kulikovo. 

## O conflito

### Golpe de Kęstutis e contra-golpe de Jogaila

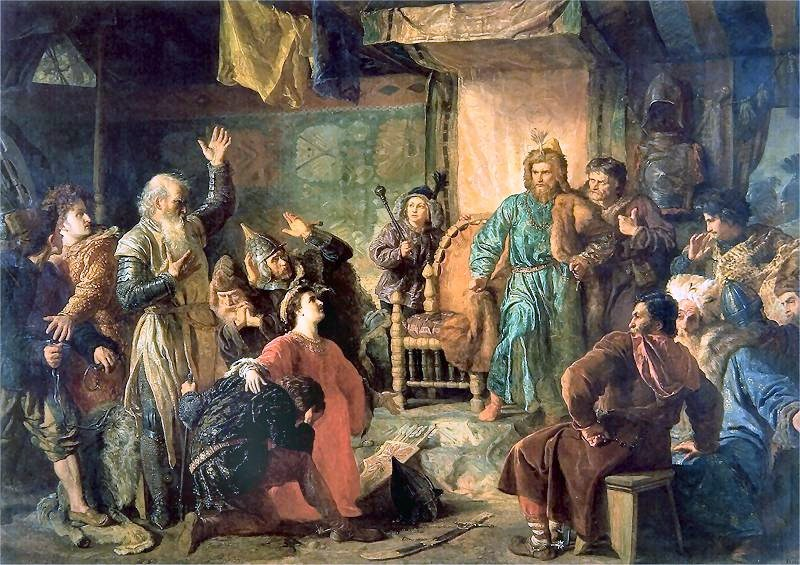
Vytautas e Kęstutis presos por Jogaila. Pintura de Wojciech Gerson

No início de 1381, sem violar o Tratado de Dovydiškės, os Cavaleiros Teutônicos invadiram o Ducado de Trakai e a Samogícia duas vezes.  Durante o ataque a Trakai, os Cavaleiros Teutônicos usaram bombas pela primeira vez  e destruíram Naujapilis, fazendo cerca de 3.000 prisioneiros.  Em agosto de 1381, Kuno von Liebenstein, komtur de Osterode e padrinho de Danutė da Lituânia, informou Kęstutis sobre o tratado secreto.  Quando Kęstutis perguntou a Vytautas se ele sabia alguma coisa sobre isso, ele negou qualquer conhecimento e suspeitou de uma armadilha teutônica.  No outono de 1381, Kęstutis aproveitou a rebelião de Polotsk contra Skirgaila. Jogaila estava ausente para subjugar a rebelião e sua ausência proporcionou uma boa oportunidade para capturar Vilnius, a capital do Grão-Ducado.  Kęstutis tornou-se grão-duque enquanto Jogaila foi feito prisioneiro no caminho de volta para Vilnius.   Vaidila foi executado.  Jogaila jurou lealdade a Kęstutis, foi libertado e recebeu seu patrimônio, Kreva e Vitebsk.  Kęstutis então retomou a guerra com os Cavaleiros Teutônicos: seu exército invadiu Vármia e tentou capturar Georgenburg (Jurbarkas). 
Em 12 de junho de 1382, enquanto Kęstutis estava fora para lutar contra Dymitr Korybut de Novhorod-Siversky, que se recusou a pagar impostos, e Vytautas estava em Trakai,  os moradores de Vilnius, liderados pelo comerciante Hanul de Riga, deixaram o exército de Jogaila entrar na cidade.  Os comerciantes estavam insatisfeitos com as políticas de Kęstutis, pois estavam prejudicando a economia, especialmente o comércio com a Livônia.  Vytautas tentou reunir suas forças em Trakai e atacar Vilnius, mas Jogaila retomou o trono. Em 6 de julho, ele assinou a Trégua de Bražuolė de dois meses com os Cavaleiros Teutônicos.  Vytautas recuou de Trakai diante das forças conjuntas da Ordem Teutônica e Jogaila, e a cidade se rendeu em 20 de julho  Entretanto, Kęstutis reuniu os seus apoiantes na Samogícia, o seu filho Vytautas procurou soldados em Hrodna e o seu irmão Liubartas recrutou na Galícia-Volínia.  Em 3 de agosto de 1382, os exércitos de Kęstutis e Jogaila se encontraram perto de Trakai para uma batalha decisiva, mas ela nunca começou.  De acordo com fontes teutônicas, Kęstutis viu que Jogaila, auxiliado pelos Cavaleiros Teutônicos, tinha forças superiores quando seu contingente Samogitiano estava relutante em lutar.  Ambos os lados concordaram em negociar. Kęstutis e Vytautas chegaram ao acampamento de Jogaila, mas foram presos e enviados para uma prisão no Castelo de Kreva.  Seu exército foi dissolvido. Em 15 de agosto, cinco dias após a prisão, Kęstutis foi encontrado morto por Skirgaila.  Jogaila alegou que se enforcou, mas espalharam-se rumores de que ele tinha sido estrangulado.  Jogaila organizou um grande funeral pagão para Kęstutis: seu corpo foi queimado junto com cavalos, armas e outros tesouros em Vilnius. 

### Fuga de Vytautas
Vytautas permaneceu na prisão até o outono de 1382. Ele conseguiu escapar com a ajuda de sua esposa Ana, que recebeu permissão para visitar o marido. De acordo com diferentes fontes, Vytautas trocou de roupa com Anna ou uma de suas criadas e saiu furtivamente sem ser detectado.  Primeiro, ele procurou ajuda de sua irmã Danutė e de seu marido Janusz I de Varsóvia, depois recorreu a Siemovite IV, Duque da Mazóvia.  Por fim, ele recorreu aos seus inimigos, os Cavaleiros Teutônicos, pedindo proteção e ajuda militar contra Jogaila. De acordo com Wigand de Marburg, Birutė, mãe de Vytautas, foi afogada em Brest, provavelmente em resposta à sua fuga.   Dois dos seus parentes, Vidimantas e Butrimas, também foram assassinados. 
Os Cavaleiros receberam Vytautas sem entusiasmo.  Na época, Jogaila estava negociando com a Ordem Teutônica. Em 31 de outubro de 1382, eles formularam o Tratado de Dubysa em três atos separados.  Foi uma recompensa por sua ajuda na derrota de Andrei e Kęstutis.  Nele, Jogaila prometeu aceitar o cristianismo dentro de quatro anos, tornar-se um aliado da Ordem, não iniciar uma guerra sem a aprovação da Ordem e ceder a Samogícia, que ainda apoiava Vytautas, até o rio Dubysa.  Entretanto, a ratificação do tratado foi continuamente adiada. Uma das razões para o esfriamento das relações foi uma guerra na Mazóvia, que Jogaila havia iniciado sem consultar os Cavaleiros.  Os Cavaleiros também tentaram jogar Vytautas e Jogaila um contra o outro.  Outros historiadores sugerem que Jogaila já estava pensando em uma aliança com Moscou ou com a Polônia.  Por fim, em junho de 1383, uma reunião agendada entre Jogaila e o Grão-Mestre não ocorreu sob um pretexto formal e a aliança foi rompida.  Os Cavaleiros retomaram a guerra com a Lituânia.

### Reconciliação
No início de setembro, os Cavaleiros e Vytautas assumiram brevemente o controle de Trakai e atacaram Vilnius sem sucesso.  Em 21 de outubro de 1383, em Tapiau, em uma pequena cerimônia, Vytautas foi batizado no rito católico, recebendo o nome de Wigand (em lituano: Vygandas) em homenagem ao seu padrinho Wigand, komtur de Ragnit.  Vytautas recebeu New Marienburg, um castelo no rio Neman, perto da foz do Dubysa, onde se juntou a seus parentes e seguidores, banidos de suas propriedades por Jogaila.  Entre eles estava seu irmão Tautvilas Kęstutaitis. Vytautas também tentou garantir apoio dos samogitianos. Em 30 de janeiro de 1384, em Königsberg, Vytautas assinou o Tratado de Königsberg e prometeu se tornar vassalo da Ordem e ceder parte da Samogícia à Ordem Teutônica, até o rio Nevėžis e incluindo Kaunas.  Em maio de 1384, os Cavaleiros começaram a construir uma nova fortaleza em Kaunas, chamada Nova Marienverder.  Em 14 de junho de 1384, Vytautas renovou suas promessas, feitas em janeiro em Königsberg, nesta fortaleza recém-construída. 
Entretanto, Jogaila, provavelmente influenciado por sua mãe ortodoxa Uliana de Tver,  procurou uma aliança com o Grão-Principado de Moscou. Ele estava se preparando para se casar com Sophia, filha de Dmitri Donskoi, e ser batizado no rito ortodoxo.  Para executar este plano, ele teve que se reconciliar com Vytautas e acabar com a guerra civil.  Na primavera de 1384, Jogaila ofereceu-lhe a Volínia com Lutsk, mas Vytautas recusou, exigindo a devolução de todo o seu patrimônio, que incluía Trakai, então governada por Skirgaila. Então Jogaila prometeu devolver Trakai assim que Skirgaila se estabelecesse em Polotsk.  Em julho, Vytautas concordou e decidiu abandonar os Cavaleiros Teutônicos. Ele então começou a queimar dois castelos teutônicos no rio Neman (Nova Marienburg e Georgenburg).  Nova Marienverder foi sitiada durante seis semanas pelas forças conjuntas de Jogaila e Vytautas antes de cair.  Durante esses ataques, Vytautas capturou Marquard von Salzbach, que mais tarde desempenhou um papel importante no relacionamento de Vytautas com os Cavaleiros.

## Consequências
Vytautas retornou à Lituânia sem um acordo escrito claro com Jogaila. Recebeu Hrodna, Brest, Podlaskie, Vawkavysk.  Para receber a Volínia após a morte de seu tio Liubartas, Vytautas foi batizado no rito ortodoxo.   Skirgaila continuou a governar Trakai. Vytautas jurou lealdade a Jogaila e se tornou um dos muitos duques regionais. Jogaila estava considerando diferentes propostas de batismo. Ele já havia recusado o Tratado de Dubysa com os Cavaleiros Teutônicos. Ele negociou com Moscou, mas era um aliado perigoso e a Ortodoxia não salvaria a Lituânia dos ataques dos Cavaleiros Teutônicos.  Além disso, a Moscóvia perdeu parte do seu poder e influência após o cerco de Moscou em 1382 pelos mongóis.  Uma terceira opção foi apresentada pela Polônia: ela estava procurando um noivo adequado para Edviges da Polônia e um candidato digno para se tornar Rei da Polônia. Em agosto de 1385, Jogaila assinou a União de Krewo, prometendo cristianizar a Lituânia, casar-se com Edviges e formar uma união pessoal entre a Lituânia e a Polônia.  Em 1386, ele foi batizado e coroado rei. Skirgaila foi deixado como seu regente na Lituânia. Aproveitando a ausência de Jogaila, Andrei de Polotsk renovou sua candidatura ao trono da Lituânia. Durante esse tempo, Vytautas permaneceu leal e ajudou Jogaila e Skirgaila a derrotar Andrei. 
Em 28 de abril de 1387, após a derrota de Andrei, Skirgaila recebeu Polotsk e Trakai – quebrando assim a promessa feita a Vytautas de que receberia Trakai quando Skirgaila recebesse Polotsk.  Tentando apaziguar seu primo, Jogaila deu-lhe Lutsk (mas deixou um polonês encarregado do Castelo de Lubart) e Volodymyr-Volynskyi.   Isso não ajudou e o relacionamento azedou. Ao mesmo tempo, a insatisfação com o governo de Skirgaila continuou a crescer entre os lituanos, que se ressentiam da crescente influência polonesa no estado. Eles queriam manter a distinção jurídica lituana e reservar cargos para os lituanos.  Os enganados Cavaleiros Teutônicos continuaram a exigir a Samogícia e continuaram a travar guerra. Todas essas circunstâncias permitiram que Vytautas renovasse sua luta pelo poder. Ele escapou para os Cavaleiros Teutônicos pela segunda vez e travou outra guerra civil. Terminou com o Acordo de Ostrów de 1392, no qual Vytautas reconheceu fidelidade a Jogaila e recebeu ampla autonomia na Lituânia. Assim, ele se tornou o Grão-Duque da Lituânia e iniciou seu reinado de 38 anos.